# ارين وينسلو
ارين وينسلو (بالإنجليزية: Warren Winslow)‏ هو محامي وسياسي أمريكي، ولد في 1810 في فاييتفيل في الولايات المتحدة، وتوفي بنفس المكان في 16 أغسطس 1862. حزبياً، نشط في الحزب الديمقراطي. وقد انتخب عضو مجلس ولاية كارولاينا الشمالية وانتخب حاكم كارولينا الشمالية ‏ (6 ديسمبر 1854 – 1855) وانتخب عضو مجلس النواب الأمريكي (4 مارس 1855 – 3 مارس 1861).